# Jeanne Crain

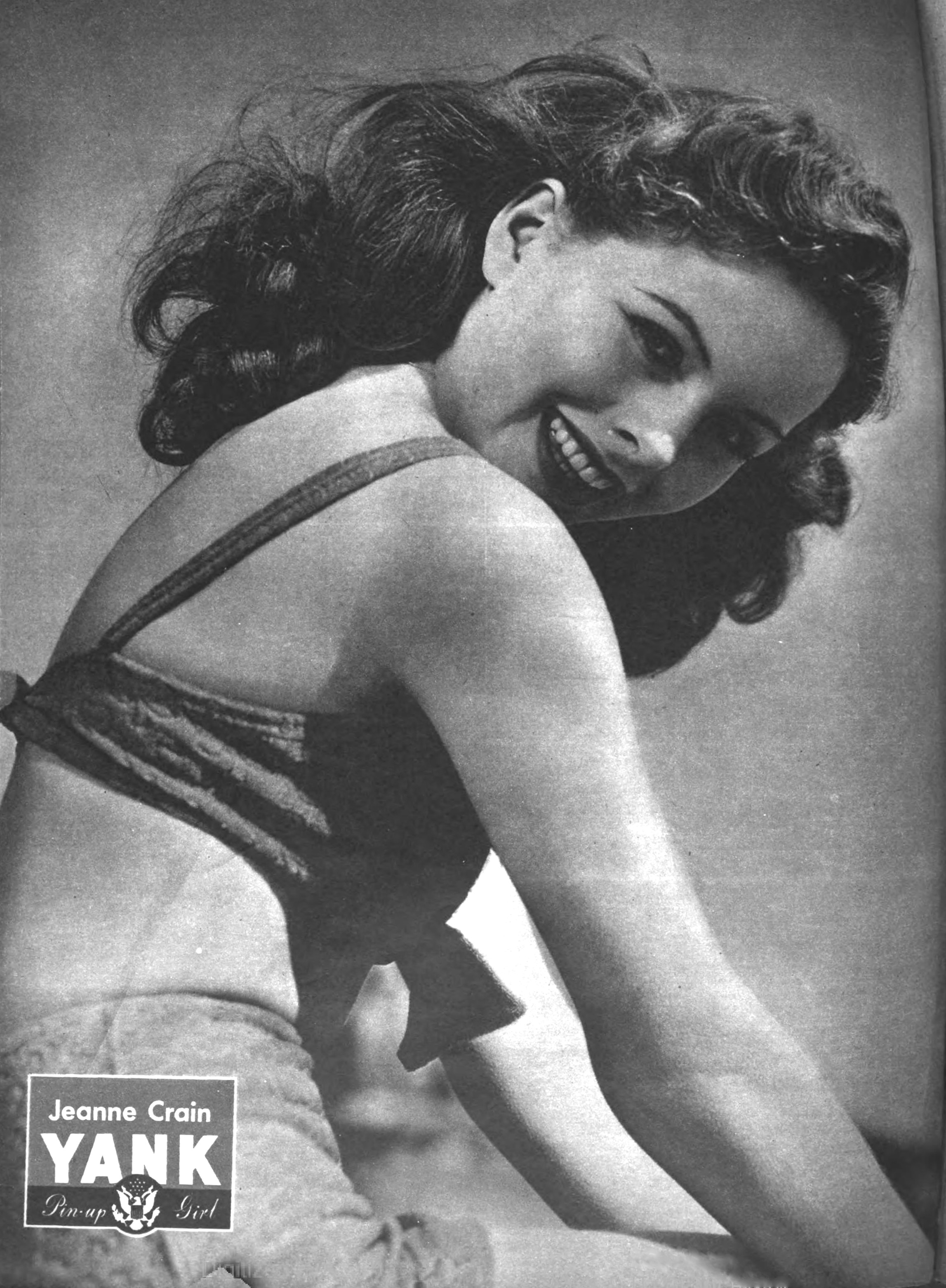
Jeanne Crain (1945)

Jeanne Crain (* 25. Mai 1925 in Barstow, Kalifornien; † 14. Dezember 2003 in Santa Barbara, Kalifornien) war eine US-amerikanische Schauspielerin, die zwischen 1943 und 1972 in fast 60 Film- und Fernsehproduktionen auftrat.

## Leben
Crain war die Tochter eines Englischlehrers und einer Hausfrau. Die Familie zog kurz nach ihrer Geburt nach Los Angeles, wo ihr Vater an einer neuen Schule unterrichten sollte. Als sie zur Miss PanPacific gewählt wurde, durfte die 18-jährige Jeanne Testaufnahmen für einen Film mit Orson Welles in Hollywood machen. Sie erhielt zwar die Rolle nicht, entschloss sich aber, Schauspielerin zu werden. Bereits ein Jahr später, 1944, spielte sie ihre erste Hauptrolle in dem Abenteuerdrama Zu Hause in Indiana von Henry Hathaway sowie noch im selben Jahr in dem Kriegsfilm Winged Victory von George Cukor. Das Musical Jahrmarkt der Liebe, in dem sie als Partnerin von Dana Andrews auftritt, und das Melodram Todsünde, wo sie als Schwester von Gene Tierney unter Mordverdacht gerät, etablierten sie 1945 als Star bei der 20th Century Fox. Bei ihrem Filmstudio erhielt nur Sexsymbol Betty Grable mehr Fanpost als Crain.
Das Studio setzte Crain in den folgenden Jahren häufiger in heiteren Komödien und Musicals  als hübsches „Mädchen von nebenan“ ein. Ihr Talent als dramatische Schauspielerin konnte sie 1949 in dem Film Pinky von Elia Kazan zeigen, in dem sie eine junge Frau spielt, die in einer rassistischen Gesellschaft ihre afroamerikanische Herkunft verschweigt. Für diese Rolle erhielt sie im folgenden Jahr eine Oscar-Nominierung als Beste Hauptdarstellerin, ihre einzige Berücksichtigung für einen größeren Filmpreis in ihrer Karriere. Ebenfalls 1949 erzielte sie einen weiteren Erfolg mit der Hauptrolle im romantischen Filmdrama Ein Brief an drei Frauen von Joseph L. Mankiewicz. 
In den folgenden Jahren variierten ihre Rollen stark, sie spielte die jugendliche Tochter von Myrna Loy in der Komödie Im Dutzend billiger (1950) und trat als suizidgefährdete Patientin – und später Ehefrau – von Cary Grant in der Curt-Goetz-Verfilmung People Will Talk (1951) auf. Nach dem Ende ihres Vertrages mit Fox ließ die Qualität ihrer Filme im Verlaufe der 1950er-Jahre sukzessive nach, sodass sie sich zusehends in B-Filmen wiederfand. Anfang der 1960er-Jahre drehte sie drei Filme in Italien. Ab 1956 stand Crain auch für Fernsehproduktionen vor der Kamera und war unter anderem dreimaliger Gaststar in der Krimiserie Amos Burke. Ihre letzte Rolle datiert aus dem Jahr 1972, als sie im Katastrophenstreifen Endstation Hölle eine Nebenrolle übernahm. Nach dem Ende ihrer Schauspielkarriere betrieb sie mit ihrem Ehemann zwei Ranches.
Crain heiratete 1946 den Schauspieler Paul Brooks und war mit ihm bis zu dessen Tod im Oktober 2003 verheiratet. Sie selbst starb nur zwei Monate später mit 78 Jahren an einem Herzinfarkt. Crain war Mutter von sieben Kindern, die zwischen 1947 und 1965 geboren wurden. Zwei überlebten ihre Mutter nicht.

## Filmografie (Auswahl)
- 1943: The Gang’s All Here
- 1944: Zu Hause in Indiana (Home in Indiana)
- 1944: In the Meantime, Darling
- 1944: Winged Victory
- 1945: Jahrmarkt der Liebe (State Fair)
- 1945: Todsünde (Leave Her to Heaven)
- 1946: Centennial Summer
- 1946: Margie
- 1948: You Were Meant For Me
- 1948: Eine Dachkammer für zwei (Apartment For Peggy)
- 1949: Ein Brief an drei Frauen (A Letter to Three Wives)
- 1949: Lady Windermeres Fächer (The Fan)
- 1949: Pinky
- 1950: Im Dutzend billiger (Cheaper by the Dozen)
- 1951: Take Care of My Girl
- 1951: People Will Talk
- 1951: The Model and the Marriage Broker
- 1952: Im Dutzend heiratsfähig (Belles on Their Toes)
- 1952: Fünf Perlen (O. Henry’s Full House)
- 1953: Gefährliche Überfahrt (Dangerous Crossing)
- 1953: Vicki
- 1953: Die Geier von Carson City (City of Bad Men)
- 1954: Duell im Dschungel (Duel in the Jungle)
- 1955: Mit stahlharter Faust (Man Without a Star)
- 1955: So liebt man in Paris (Gentlemen Marry Brunettes)
- 1955: Das gibt es nur in Kansas (The Second Greatest Sex)
- 1956: Die erste Kugel trifft (The Fasted Gun Alive)
- 1957: Kreuzverhör (The Tattered Dress)
- 1957: Schicksalsmelodie (The Joker is Wild)
- 1959: Meet Me in St. Louis (Fernsehfilm)
- 1960: Er kam, sah und siegte (Guns of the Timberland)
- 1961: Madison Avenue
- 1961: Twenty Plus Two
- 1961: Nofretete – Königin vom Nil (Nefertite, regina del Nilo)
- 1962: Pontius Pilatus – der Statthalter des Grauens (Ponzio Pilato)
- 1962: Ritt in die Freiheit (Col ferro e col fuoco)
- 1964–1965: Amos Burke (Burke’s Law, Fernsehserie, 3 Folgen)
- 1966: Hot Rods to Hell
- 1968: The Name of the Game (Fernsehserie, Folge 1x01)
- 1971: The Night God Screamed
- 1971: Owen Marshall – Strafverteidiger (Owen Marshall, Fernsehserie, Folge 1x17)
- 1972: Endstation Hölle (Skyjacked)